# SICK: The Life and Death of Bob Flanagan, Supermasochist
SICK: The Life and Death of Bob Flanagan, Supermasochist ist eine US-amerikanische Filmdokumentation des Regisseurs Kirby Dick aus dem Jahr 1997. Der Film begleitet den an Mukoviszidose leidenden Schriftsteller, Musiker, Performancekünstler und BDSM-Aktivisten Bob Flanagan in den letzten Jahren vor seinem Tod 1996.

## Handlung
Die Dokumentation begleitet Flanagan in den letzten Jahren bis zu seinem Tod und zeigt, wie er sich im Rahmen von BDSM selbst Schmerzen zufügt, um die durch seine Krankheit verursachten Schmerzen besser ertragen zu können.
Der Regisseur Kirby Dick zeigt neben sadomasochistischen Praktiken des Künstlers mehrere sehr persönliche Interviews mit unterschiedlichen Gesprächspartnern. Der Zuschauer erfährt vom schmerzhaften Kampf Flanagans mit seiner letztendlich tödlichen Krankheit. Neben dem ausgefallenen und teilweise verstörenden Umgang mit seinem eigenen Körper wird insbesondere auch die große Bedeutung herausgearbeitet, die die Partnerschaft Flanagans mit seiner Freundin und Domina Sheree Rose für ihn in seinem letzten Lebensabschnitt hatte. Die Darstellungen drastischerer sadomasochistischer Handlungen wurden teilweise von Rose selbst im privaten Umfeld aufgenommen und in den Film integriert. Interviews mit Freunden und Familie des Künstlers sowie ein Auftritt, in dessen Rahmen er vor Studenten Witze über seine Krankheit macht, sind ebenfalls enthalten. Die Produktion begleitet den Leidensweg des Künstlers schließlich bis auf die Intensivstation und zeigt den Leichnam nach dessen Tod. Sie endet mit der Beerdigung und einer Collage, die Videoaufnahmen aus dem Leben des Künstlers seit dessen fünften Lebensjahr zeigt.

## Kritiken
„Flanagan und Rose erweisen sich als ein außergewöhnlich kreatives und intelligentes Paar, das in der Lage ist seine Leidenschaft in Kunst zu verwandeln, auch wenn diese sehr speziell ist und manchmal überwältigend brutalen Exhibitionismus einschließt.“

„Selbst seine extremste Performance ist ein dem Tod geschlagenes Schnippchen, und der eigentliche Skandal des Films ist denn auch keineswegs die berühmte Nagel-Performance, sondern das authentisch auf Film gebannte Sterben des Künstlers.“

„SICK ist ein zutiefst humanes Dokument. Ein Film voller Respekt. Seine besondere Faszination erhält er durch die Art, wie die Persönlichkeit Flanagans einem in all den Bildern nahe kommt, und durch dessen Humor, sowie dadurch, dass man in der persönlichen Ironie und dem Sarkasmus, mit denen er über sich selbst erzählt, immer den existentiellen Ernst spürt.“

„Das Publikum kann durch die Intensität des Porträts Zugang zu diesem radikalen Lebensweg finden.“

„Sick erbringt eine ausgezeichnete Leistung, indem er uns extreme, manchmal abscheuerregendes Filmmaterial präsentiert und uns gleichzeitig dazu bringt Flanagan zu mögen und bewundern. Es ist wahr, er war ein Verrückter und Exhibitionist, aber er war auch ein talentierter Schriftsteller der bereit war Risiken einzugegen, dem Tod gegenüberzutreten und sein Leben nach seinen eigenen Vorstellungen zu gestalten.“

„Es gibt Szenen in Sick die mich zum Wegschauen zwangen. Die Szenen die ich mir ansah waren jedoch noch schmerzvoller. Am Ende kämpft Bob um jeden Atemzug und Sheree weint und pflegt ihn. Was wir sehen ist ein Paar das etwas hatte, das ihm, wie bizarr auch immer, die Rollen die sie bevorzugten und gegenseitige die Rückversicherung gab. Nun nimmt der Tod all dies hinweg.“

## Auszeichnungen
- 1997
  - Sundance Film Festival
    - Special Recognition (Kirby Dick)
    - Grand Jury Prize (Nominierung für Kirby Dick)

  - Los Angeles Independent Film Festival
    - Publikumspreis (Best Feature Film für Kirby Dick)

- 1998
  - Las Vegas Film Critics Society Awards
    - Sierra Award (Beste Dokumentation)

## Hintergründe
- Der Film war 1997 Bestandteil des Panorama der Internationalen Filmfestspiele Berlin.
- Die britische Zensurbehörde BBFC verfügte für den britischen Markt Schnitte in einer Gesamtlänge von 3 m 42 s. Die Schnitte betrafen zwei sadomasochistische Szenen, in denen Atemkontrolle, das Piercing eines Penis, das rektale Einführen von Metallkugeln und das Durchdringen einer Glans penis mittels eines Nagels und eines Hammers dargestellt wurden. Die Behörde wies darauf hin, dass aus ihrer Sicht die dargestellten Praktiken hochgefährlich seien und ihre Darstellung die Nachahmung durch interessierte Sadomasochisten anregen könne.